# Chrám archanděla Gabriela (Nazaret)
Chrám archanděla Gabriela, známý také jako řecký ortodoxní chrám Zvěstování, je pravoslavný chrám v severním obvodu města Nazaret v Izraeli. 

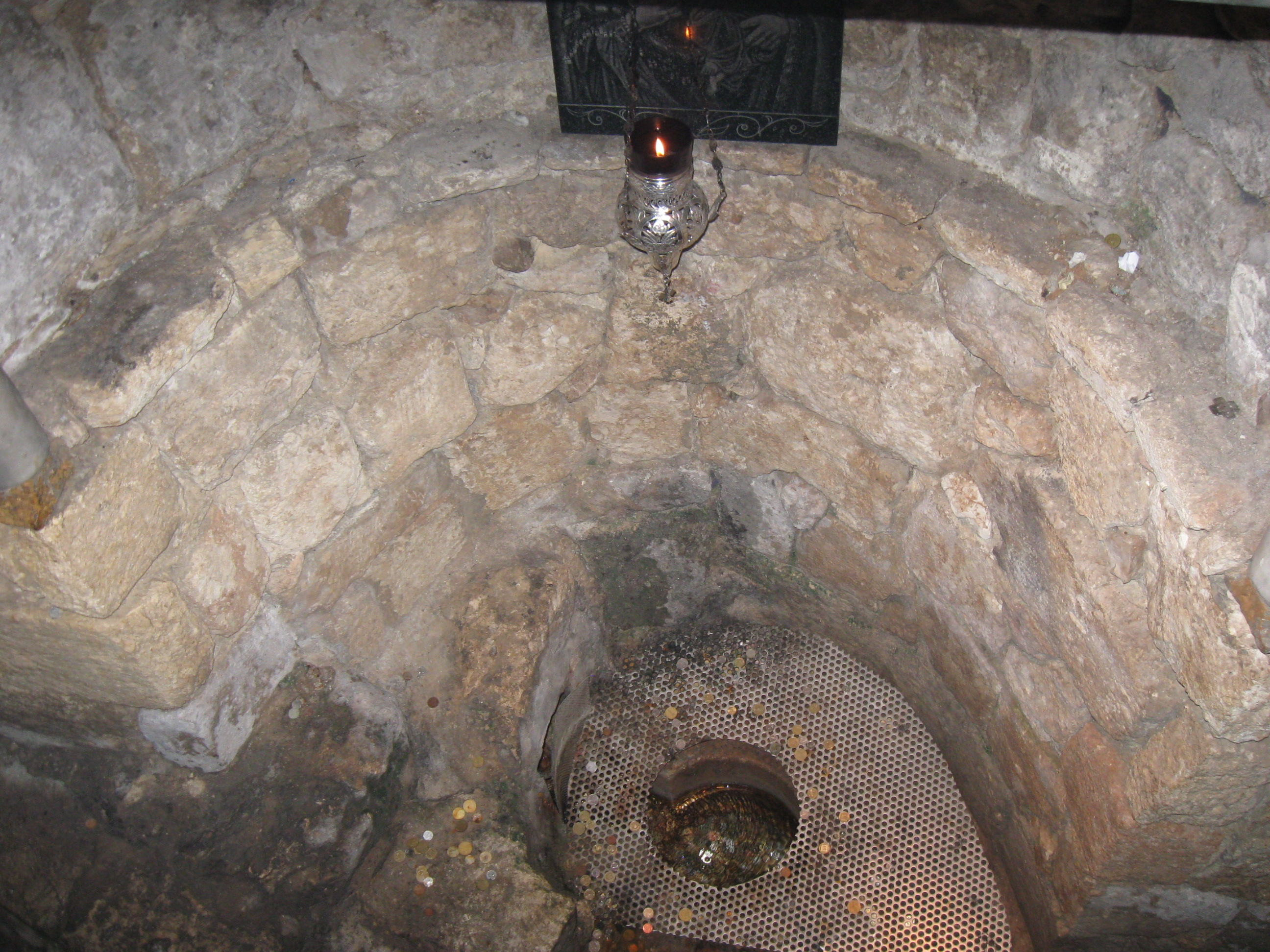
Studna

## Bible a tradice
Lukášovo evangelium (Luk 1: 26–38) referuje o události jen stručně, že „Bůh poslal anděla Gabriela do Nazareta“ a že archanděl šel k Panně Marii. Nezaznamenal místo Zvěstování ani to, co Marie tehdy dělala. Podle zbožné tradice, zapsané v Jakubově Proto-evangeliu ze 2. století, přijala Panna Marie Zvěstování při čerpání vody ze studně. Jakubovo protoevangelium popisuje, že Marie patřila k sedmi pannám z Davidova rodu, které byly vybrány ke tkaní nové opony pro svatyni svatých v Davidově chrámu v Jeruzalémě. V době práce ve svém domě v Nazaretu vyšla ke studni pro vodu.

## Stavba
Chrám svatého Gabriela je postaven nad „Mariiným pramenem“, přírodním vodním zdrojem, který napájí nedaleké starobylé lázně, známé jako Mariin pramen. Podle posledních výzkumů zde pravděpodobně stál již byzantský kostel ze 6. nebo 7. století. První písemná zmínka o něm pochází až od opata Daniela z let 1106–1108. Kostel byl pravděpodobně vždy pravoslavným chrámem. Není ovšem jasné, co se dělo během křížových výprav. Několik let po dobytí Nazareta zmiňují křižácké zdroje latinský priorát (převorství) svatého Gabriela.
Od 14. století se chrám málo opravoval, ale vždy byl zachován přístup ke kapli s posvátným pramenem. Pozemek po určitou dobu vlastnili františkáni a řečtí katolíci. V roce 1741, při oslabení osmanské vlády Galileje, získala od arabsko-beduínského vládce Dahíra al-Umarana stavební právo na pozemek řecká ortodoxní komunita. V roce 1750 postavila tato pravoslavná komunita současný kostel a na jižní straně kapli s pramenem. 

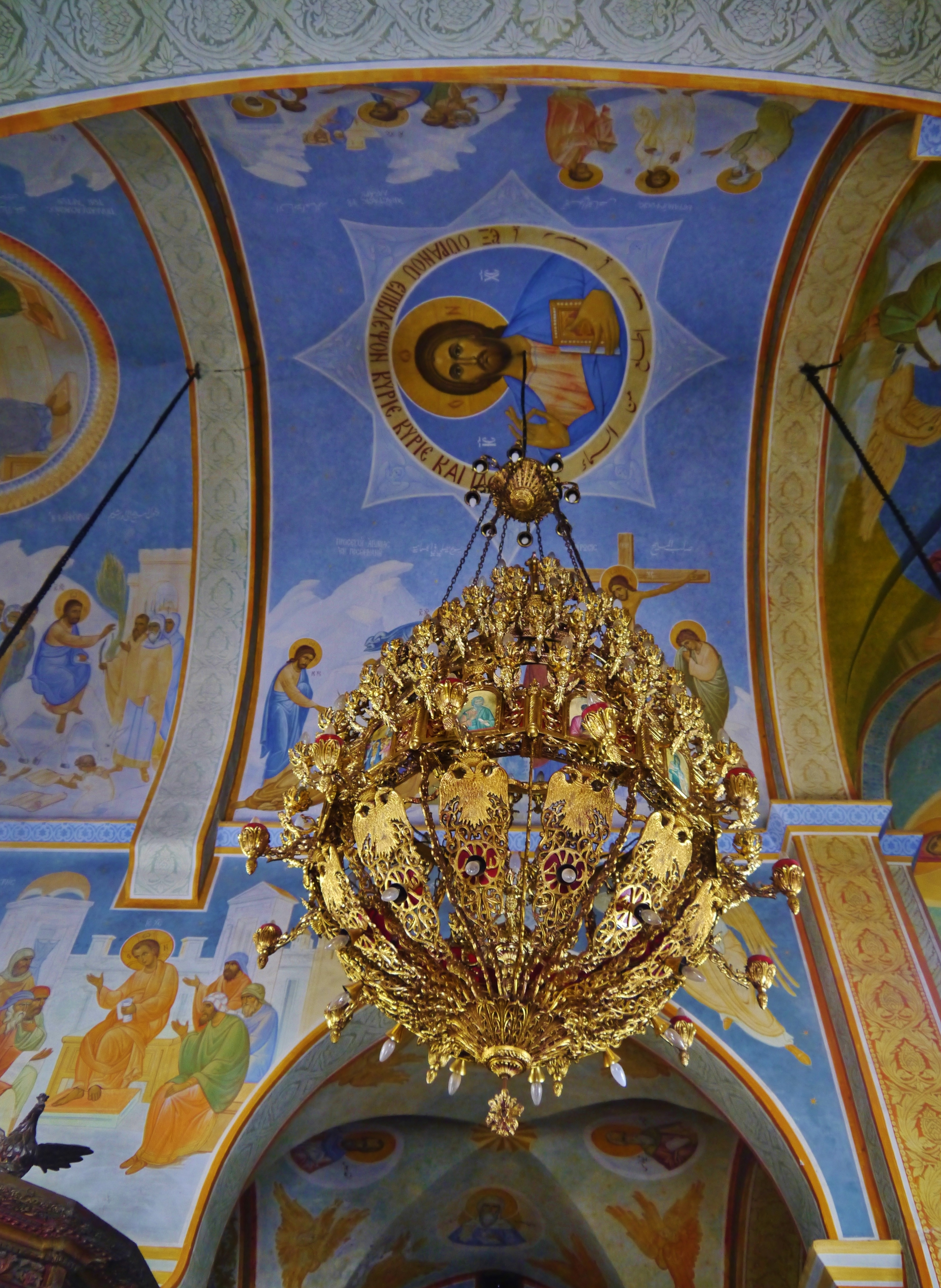
Klenba s freskami a lustr s rakouským orlem

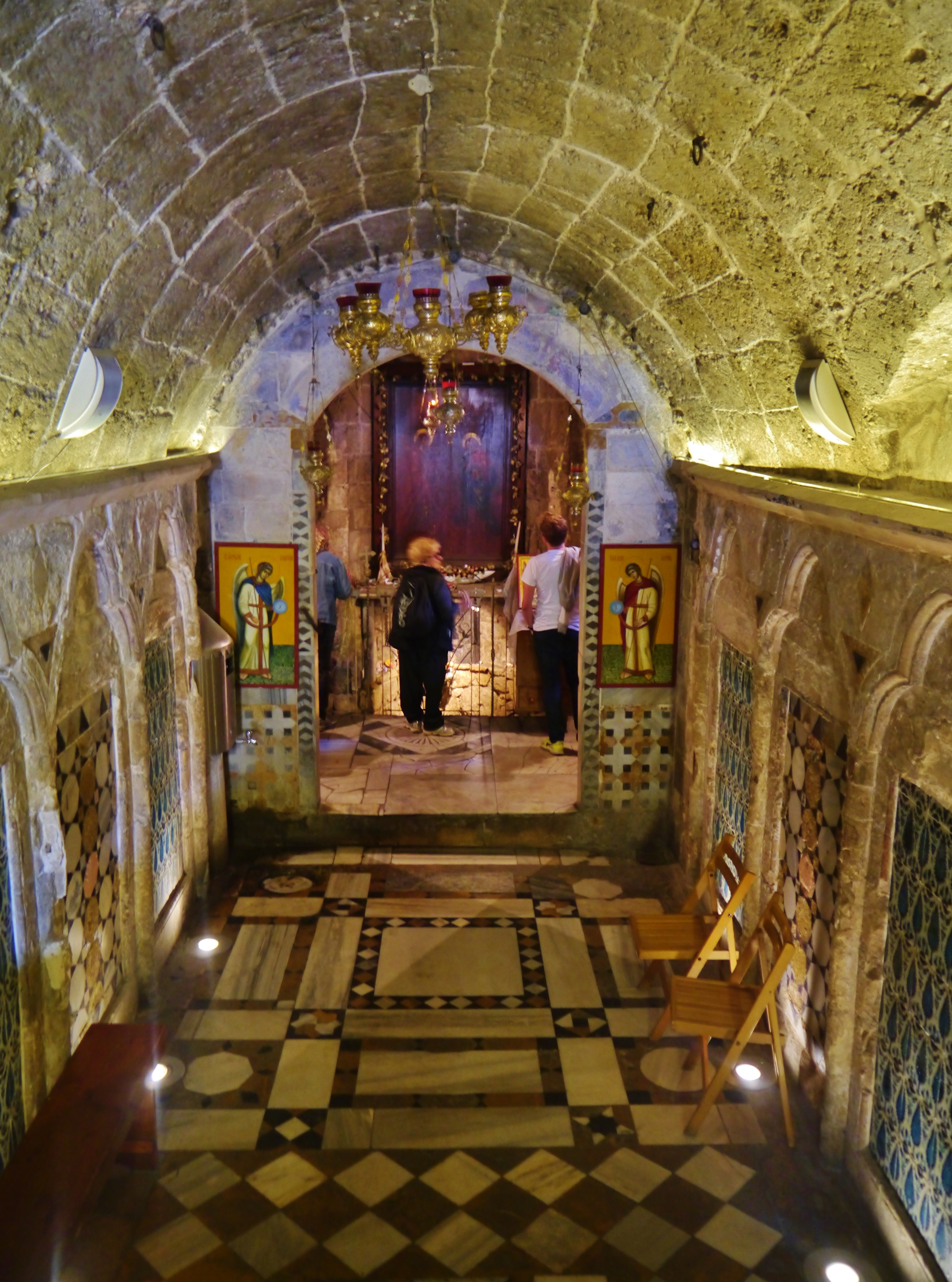
Jeskyně

## Interiér
Kostel je dvouetážový. 
- Nástropní a nástěnné malby – nejstarší pocházejí ze 2. poloviny 18. století, mnohé jsou vícekrát přemalované
- Dřevěný ikonostas z roku 1767, s malovanými ikonami.

Ze severní uličky u kostela se sestupuje po sedmi schodech do dolní kaple pramene. Je klenutá valenou klenbou a lemována slepými arkádami, s výzdobou barevným mramorem a glazovanou keramikou z doby kolem roku 1750.
- Z kaple pod oltářem lze nahlédnout do studny Mariina pramene. U ní visí lampa a mnoho mariánských ikon.

Podle zprávy ze 17. století vedlo původně zablokované schodiště vpravo ke klášteru a ve východní stěně (nyní pod arkádami) byl oltář. 
Nedaleko odtud byly odkryty pozůstatky byzantského domu lázní.